# ブレーメン (お笑い)
ブレーメンは、吉本興業東京本社（東京吉本、厳密には子会社のよしもとクリエイティブ・エージェンシー）に所属していたお笑いコンビ。東京NSC10期生。2011年4月20日ブレーメンライブ「道」を最後に解散。解散理由はスター(関根雅史)が芸人を辞めるため。

## メンバー
- 関根 雅史（せきね まさし、1982年1月6日 - ）ボケ担当

東京都出身。専修大学卒業。血液型はB型。
障子屋の倅である。
ブレーメンはコンビではなく、岡部、スター関根、関根雅史のトリオらしく、NSC10期生は岡部と関根雅史であり、スターはスター自身がNSCと語っている。(2009年6月29日シチサンライブより)
特技はバスケットボール。また、SLAM DUNKを愛している。
ギターも得意で自分の曲も持っている。
関根はトリオ時代「バンダマン」というキャラでネタをしており、そのキャラは今でもコントなどで用いられる。
2011年4月20日の単独ライブ「道」を最後に芸能界を引退。引退の理由は自身のブログで「自分自身の中で芸人を続ける気持ちがなくなってしまったため」と述べている。
- スター関根（すたーせきね）ボケ担当

スターを名乗り、壮大なボケをする（「好物はオホーツク海」「俺がアメリカにかぶれてるんじゃない、アメリカが俺にかぶれているんだ」など）。漫才の時も、その設定に準じている。
スターの一言で世界が動くらしい。
- 岡部 秀範（おかべ ひでのり、1981年7月31日 - ）ツッコミ兼サッカー担当(？)

福島県会津若松市出身、すぐに引越したため本当は千葉県出身。桐蔭横浜大学卒業。 
ツッコミ担当であるが、どこか抜けているところがある。
身長170cm、体重60kg。血液型はA型。
三人兄弟の長男。
実家暮らし。
高所恐怖症である。
趣味はサッカー、麻雀、将棋、桃鉄。
サッカー（フットサル）が素晴らしく上手い。横浜フリューゲルスのジュニアユースの経験を持つ。
弟は湘南ベルマーレフットサルクラブに所属している岡部将和。
リズムに乗せた一発ギャグを得意とする（相方の関根でさえもよく分からないものが多い）。
ピクニックに携帯番号を口頭で教えられたとき、ピクニックはボケで15桁くらいの適当な数字を言ったが、岡部は信じてそのまま電話をかけ、しかもその電話が通じてしまった。
パンサーの尾形とは、先輩後輩関係なく友達である。
中村俊輔に顔が似ていることを自ら主張する時があり、フリーキックのモノマネを得意とする。
学生時代、99%受かると言われていたスポーツ入試で縦書きの論文を横書きにし、落ちた。
解散ライブ「道」では、「今後は“岡部ナイスパス”として活動する可能性が高い。」と語ったが、翌日21日に“ブレーメン岡部”として活動していく事が発表された。
2012年6月10日より、1つ先輩の畑中しんじろうと町のベーカリーズというコンビを結成したが、2013年4月2日に解散。
その後、テレ朝動画の“芸人同棲”という番組内でGO!皆川とペペというコンビを結成した。

## 来歴
- M-1グランプリ 2007　準決勝進出
- M-1グランプリ 2008　準決勝進出
- M-1グランプリ 2009　3回戦敗退
- M-1グランプリ 2010　準々決勝進出
- キングオブコント 2010　準決勝進出

## 逸話
- ネタは主に漫才。たまにショートコント(スター曰く、ショートエンターテイメント)を行う。関根が壮大なボケをしたり、逆に弱気な行動に出るパターンが多い。
- 二人は「スター関根、関根雅史、岡部秀範のトリオで、スター関根と関根雅史は別人だ」と語っている。（2009年6月29日《放送は7月6日》エリートヤンキーのシチサンライブより）
- 漫才中岡部がネタを飛ばし、その後一発ギャグ合戦を行いつないだことがある。しかも、岡部はなぜか裏で、ネタを飛ばしたのを関根のせいにしてキレた。
- ネタを飛ばした岡部が漫才中に脱走するという事もあった。その際スターは「岡部、後で説教な。」と言っていたのだが、後で「いざ岡部の目を見たら、ただ抱きしめたよ。」と語った。
- 以前は赤枝（元オバアチャン）とトリオを組んでいた。

## ネタ
- 漫才(スターと岡部)

スターが壮大なボケをし、それを一般人岡部がツッコむというものが多い。
- 漫才(スター時々まさし)

スターが漫才の途中で帰ってしまい、その代わりに関根まさしが飛び入り参加する。
その時のネタは「誰やねんどこやねん」など。
- 漫才(まさしと岡部)

スター漫才とは違い緩やかな雰囲気が特徴。
リズムネタでは「ZooParty」など。
- ショートエンターテイメント

一般的に言うとショートコント。スターの大胆なボケを岡部がリズムに乗せてツッコむ。
- リズムネタ

まさしと岡部が行うことが多く、スターはしないらしい。代表作は「嘘つき音頭」（USO音頭）。
- リズムギャグ

岡部の得意とする一発ギャグには主にリズムが付いており、「ストレス解消」「豚ほぐし」など様々な種類がある。

## 出演
- あらびき団（TBS）
- エンタの天使（日本テレビ）キャッチコピーは「世間知らずの音楽隊」
- サタデーバリューフィーバー（日本テレビ、2009年6月20日）関根のみ
- ハイキングウォーキングの芸人★チェキ!（GyaO、2009年8月5日）
- オリエンタルラジオのマンガの日（ヤフー、2009年12月25日）
- 中居正広の7番勝負!（日本テレビ、2009年12月27日）関根のみ
- U・LA・LA@7（TOKYO MX、2010年1月5日）『よしもとうららちゃん』コーナー
- 松本見聞録（TBS）
- ショーバト!（日本テレビ、2010年7月13日）関根のみ
- 新春ゴールデンカーペット（フジテレビ、2011年1月1日） - キャッチコピーは「この男達 誰やねん」